# Tommi Grönlund
Tommi Grönlund (Helsínquia, 9 de dezembro de 1969) é um futebolista finlandês que já atuou no Vantaan Pallo-70, FinnPa, HJK, Viborg FF, Ljungskile SK, Trelleborg, Heart of Midlothian, Helsingborgs IF, e HJK.